# Baragaon (Waranasi)
Baragaon – miasto w północnych Indiach w stanie Uttar Pradesh, na Nizinie Hindustańskiej.
Populacja miasta w 2001 roku wynosiła 10 517 mieszkańców.